# رودني نوغينت
رودني نوغينت (بالإنجليزية: Rodney Nugent)‏ هو منافس ألعاب قوى أسترالي، ولد في 26 نوفمبر 1967.

## روابط خارجية
- رودني نوغينت على موقع النتائج التاريخية لألعاب القوى الأسترالية (الإنجليزية)